# كوبا أمريكا 2011 المجموعة ج
المجموعة ج من كوبا أمريكا 2011 هي واحدة من المجموعات الثلاث من الدول المتنافسة في كوبا أمريكا 2011. هي تضم أوروغواي، تشيلي، بيرو، كوستاريكا. الفائز من هذه المجموعة سوف يواجه الوصيف من المجموعة ب والوصيف سيواجه الوصيف من المجموعة أ، كل ذلك في ربع النهائي. هي سوف تبدأ يوم 4 يوليو وستنتهي يوم 12 يوليو.
|  |

## الترتيب
| مفاتيح الألوان في جدول المجموعات | مفاتيح الألوان في جدول المجموعات       |
| -------------------------------- | -------------------------------------- |
|                                  | الفرق التي تأهلت إلى الدور ربع النهائي |

| فريق       | نقاط | فرق | عليه | له | خ | ت | ف | لعب |
| ---------- | ---- | --- | ---- | -- | - | - | - | --- |
| تشيلي      | 3    | 1+  | 1    | 2  | 0 | 0 | 1 | 1   |
| الأوروغواي | 1    | 0   | 1    | 1  | 0 | 1 | 0 | 1   |
| بيرو       | 1    | 0   | 1    | 1  | 0 | 1 | 0 | 1   |
| المكسيك    | 0    | 1–  | 2    | 1  | 1 | 0 | 0 | 1   |

جميع الأوقات محلية، توقيت الأرجنتين (ت ع م−03:00).
| الأوروغواي | 1 – 1 | بيرو       |
| ---------- | ----- | ---------- |
| سواريز 45' | تقرير | غيريرو 23' |

| تشيلي                   | 1 – 2 | المكسيك    |
| ----------------------- | ----- | ---------- |
| باريديس 66' · فيدال 73' | تقرير | أراوخو 41' |

| الأوروغواي | ضد | تشيلي |
| ---------- | -- | ----- |
|            |    |       |

| بيرو | ضد | المكسيك |
| ---- | -- | ------- |
|      |    |         |

| تشيلي | ضد | بيرو |
| ----- | -- | ---- |
|       |    |      |

| الأوروغواي | ضد | المكسيك |
| ---------- | -- | ------- |
|            |    |         |

## وصلات خارجية
- Copa América 2011 الموقع الرسمي